# Harald Pfeffer
Harald Pfeffer (* 20. März 1936; † 30. November 2020) war ein deutscher Skispringer.

## Werdegang
Am 25. August 1954 wurde Pfeffer, der für den SC Motor Zella-Mehlis startete mit 24 m erster Skisprung-Weltrekordler auf Matten.
Sein internationales Debüt gab Pfeffer bei der Vierschanzentournee 1956/57. Dabei erreichte er bereits beim Auftaktspringen in Oberstdorf auf der Schattenbergschanze einen guten 25. Platz. Nach weiteren eher durchwachsenen Ergebnissen stand Pfeffer am Ende der Tournee auf Rang 32 der Gesamtwertung.
Bei der Nordischen Skiweltmeisterschaft 1958 in Lahti gelang ihm nach Sprüngen auf 64 und 56,5 Metern punktgleich mit Jacques Charland der 28. Platz.
Zur Vierschanzentournee 1958/59 bestritt er nach einem Kurzauftritt im Vorjahr alle vier Springen und erreichte mit 705,6 Punkten und Rang 30 in der Gesamtwertung das beste Gesamtresultat seiner Karriere.
Bei den DDR-Meisterschaften 1960 in Klingenthal gewann Pfeffer hinter seinem Vereinskameraden Veit Kührt Silber von der Normalschanze.

## Erfolge
| Vierschanzentournee-Platzierungen | Vierschanzentournee-Platzierungen | Vierschanzentournee-Platzierungen |
| Saison                            | Platz                             | Punkte                            |
| --------------------------------- | --------------------------------- | --------------------------------- |
| 1956/57                           | 32.                               | 554,7                             |
| 1957/58                           | 72.                               | 162,0                             |
| 1958/59                           | 30.                               | 705,6                             |